# Чепурко Богдан Петрович
Богдан Петрович Чепурко (26 серпня 1949, с. Осівці Бучацького району Тернопільської області — 11 лютого 2025) — український письменник, критик, культуролог, народознавець, громадський діяч. Член Національної спілки письменників України (1990 р.). Лауреат Всеукраїнської премії «Благовіст» (2000 р.), Міжнародної премії Організації Оборони Чотирьох Свобід України за перемогу в конкурсі на найкращу Поему про Україну (2000), обласної премії імені М. Шашкевича (2005 р., м. Львів). Чоловік поетеси Марії Чумарної.

## Життєпис
Закінчив Коропецьку середню школу-інтернат, філологічний факультет Львівського університету (1974 р., нині національний університет імені Івана Франка).
Завідував сільським клубом у с. Зелена на Бучаччині. Працював учителем української мови та літератури в селах Поточани (Бережанського), Бариш (Бучацького) і Доброводи (Збаразького районів) та м. Збараж.
Від 1975 — у Львові: науковий працівник, завідувач відділу фольклору Музею народної архітектури і побуту, завідувач відділу мистецтва журналу «Дзвін», редактор газет «Просвіта» й «Основа», завідувач відділу критики журналу «Річ»; член редколегії журналу «Основа» (м. Київ). Ініціатор створення гурту позадесятників.

## Твори
Збірки поезій:
- «Сонячна дорога» (1984),
- «Код спадковості» (1989),
- «Подільська височина» (1997),
- «Викрадення Європи» (2004),
- «Ранні вірші» (2004),
- «Вилітає ластівка з пейзажу» (2005),
- «Дві поеми» (2006),
- «Сезон мертвих дощів» (2006).

Книжки для дітей:
- «Чом ти, гуско, боягузка?» (1988),
- «Вітер нашої землі» (1990),
- «Ми зваримо борщику» (1995),
- буквар «На білому світі» (1997),
- читанка «Хрещатий барвінок» (2004).

Народознавчі трактати:
- «Українці» (1991),
- «Небесна родина» (1994).

Методичний посібник
- «За образом і подобою Слова» (1997).

Збірка гумору
- «Чепурески» (2006).

Упорядник книжечки
- «Приказкове коло» (1994).